# Жан Аві
Жан Аві (фр. Jean Avy) — французький художник, гітарист та композитор, що живе у Версалі, народився 30 травня 1959 року у Савіньї-сюр-Орж, поблизу Парижа.

## Біографія
Жан Аві народився 30 травня 1959 року у Савіньї-сюр-Орж, поблизу Парижа. Його дитинство та юнацтво проходили у дуже творчому артистичному оточенні: він вивчав водночас мистецтво кіно, фотографії, живопису та  музики. Дуже рано він зрозумів, що мистецтво є щось найважливіше у житті.
«Музика та живопис завжди були рівноцінні для мене. Я констатую, що це не я вибирав. Це музика та живопис обрали мене».

### Гітарист
З 1977 по 1981 рік Жан Аві навчався у Паризькій консерваторії Schola Cantorum по класу класичної гітари у викладача старовинної музики Хав'єра Хінохоза. 

У 1980 році він посів друге місце на міжнародному конкурсі класичної гітари U.F.A.M. у Парижі. 

Його перші сольні концерти пройшли влітку 1980 року на південному заході Франції, у департаменті Ар'єж. 
 У 1981 році він отримав диплом гітариста-віртуоза консерваторії Schola Cantorum de Paris.

### Композитор

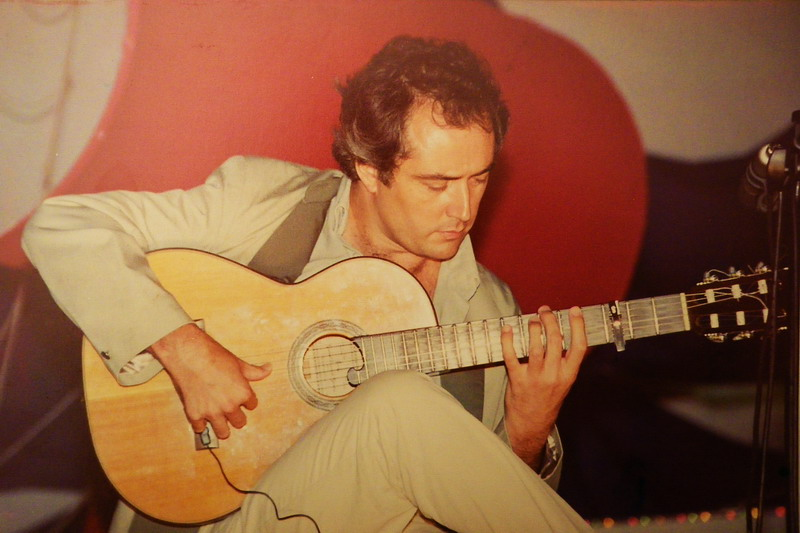
Жан Аві. Алушта. 2002

Після закінчення консерваторії Жан Аві три роки навчався у аргентинського композитора й гітариста Хорхе Кардозо, з яким він вивчав : 

1981–1982 — знання та методи гітарної техніки 

1982–1983 — південно-американську музику 

1983–1984 — композицію
Жан Аві виконував свої музичні твори на фестивалях: 

2000 — «Добрий театр». Енергодар, Україна 

2002 — «Зустріч з юністю». Алушта, Україна

2004 — «Місяць Мол'єра». Версаль, Франція
Член SACEM (товариство захисту авторськіх прав композиторів) з 1987 року, Жан Аві пише музику для гітари, арфи, бандури та камерну музику (для скрипки й віолончелі). 
Його музичні твори виконувалися у Франції, Швейцарії,  Іспанії, Польщі, Україні.

### Художник

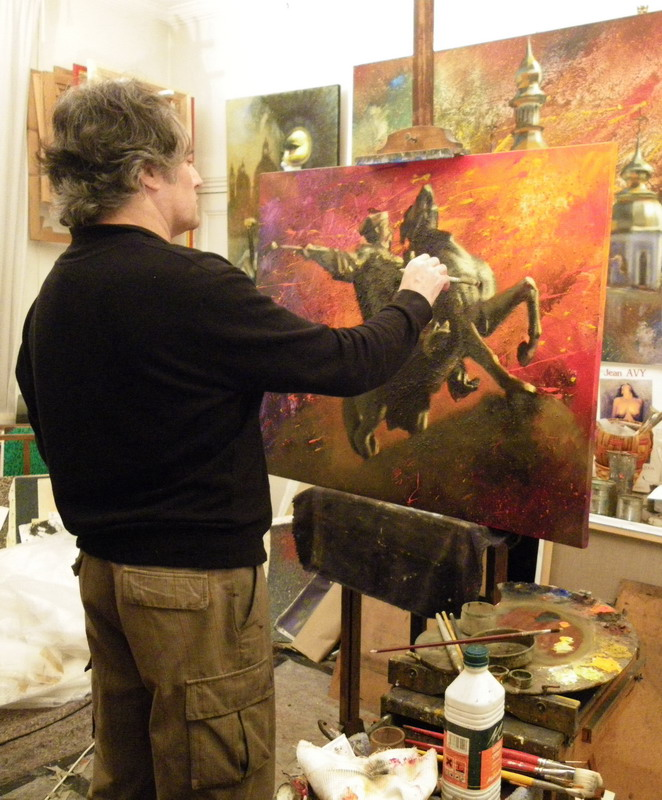
Жан Аві. Версаль. 2012.

Жан Аві почав виставляти свої картини у Франції у 1982 році. У 1988 році він представляв Францію на «XXII міжнародному конкурсі сучасного мистецтва» у Монте-Карло. Як член ADAGP Франції  (товариство авторів графічного та образотворчого мистецтва), Жан Аві є у світовій базі даних «World Wide Database».
З 1989 року він публікує свої статті про техніки живопису у різноманітних французьких виданнях: «Techniques des arts», «Artiste», «Pratique des arts», «Arts actualités magasine» та інших. Надалі він зорієнтував свою роботу на пошуки у живопису, розташовуючи на полотні такий матеріал як пісок. Про ці пошуки він написав книгу «Venezia», видавництво Éditions Didier Carpentier.
Дотепер Жан Аві опублікував 8 книг про різноманітні техніки живопису. 

У 1995 році Китайська Національна Образотворча Академія міста Сіань запросила його бути викладачем живопису для навчання китайських студентів техніки олійного живопису за традиціями Західної Європи.
У Франції він неодноразово брав участь у різних художніх салонах як почесний гість. 
Різноманітні державні та приватні колекції Франції, Швейцарії, Німеччини, України, США мають його твори.

## Участь в українських заходах
Травень 2000 р. У Запорізькому художньому музеї була проведена виставка картин Жана Аві, яку організувала «Альянс Франсез» м.Запоріжжя.
Травень 2000 р. Жан Аві взяв участь у V фестивалі «Добрий театр», м. Енергодар з виставкою картин «Венеціанський карнавал».
Вересень 2002 р. Жан Аві взяв участь у фестивалі «Зустріч з юністю». Алушта, Україна.
Січень 2012 р. Жан Аві провів персональну виставку «Київ вічний» у культурно-інформаційному центрі Посольства України у Парижі.
29 квітня 2014 р. у Парижі, в культурно-інформаційному центрі посольства України у Франції український гітарист Марко Топчій виконав сюїту Жана Аві для гітари «Земля України».
20-30 квітня 2015 р. у Києві, у  Національному музеї Тараса Шевченка, в рамках проекту «З Україною в серці», за сприяння  Президентського фонду Леоніда Кучми «Україна» пройшла виставка картин  Жана Аві.
21 квітня 2015 р. у Києві, у Національному музеї Тараса Шевченка, під час відкриття українсько-французького проекту «З Україною в серці», стипендіатами  Президентського фонду Леоніда Кучми «Україна» були виконані музичні твори Жана Аві для гітари, биндури, струнного тріо, та прозвучала пісня, написана на його музику.
28 квітня 2015 р. у Києві, у Національної музичної академії України імені П.І. Чайковського Жан Аві виступив з доповіддю «Новітня музика у Франції», в якій він дав пояснення компонентів сучасної французької музики і його бачення актуальності української музики. Текст доповіді був надрукований в науковому журналі «Часопис» №2(27) 2015 р. французькою та українською мовами (переклад Н. М. Набокової).
2 травня 2017 р. у Львові під час Першого Всеукраїнського молодіжного фестивалю класичної гітари  Guitar Vik прозвучала сюїта Жана Аві для гітари соло «Земля України».
21 вересня 2018 р. у Національної музичної академії України імені П.І. Чайковського відбувся концерт творів Жана Аві. В рамках проекту «Світ музики через культурний діалог: Франція-Україна» у виконанні студентів Академії прозвучали твори Жана Аві для гітари, струнного тріо, скрипки, бандури, дуетів та хору «Воззри на ïх», написаного на слова українського поета Тараса Шевченка.
23 вересня 2018 р. на території Національного заповідника «Софія Київська» Національного заповідника «Софія Київська» в рамках проекту «Музична вистава: Франція-Україна» пройшов концерт, під час якого французька та українська музика були представлені сучасним французьким композитором Жаном Аві та українським композитором-символістом Феодором Акименко (1876—1945). Організація і підтримка проекту: Міністерство культури України, Київська Національна Музична Академія імені П.І. Чайковського, Національний заповідник «Софія Київська» і Lions club «Kiev Ecology».
21 вересня 2019 р. під час святкування 220-річчя від дня народження видатного французького письменника Оноре де Бальзака у виконанні камерного хору Національної музичної академії ім. Чайковського «Consonance»
відбулася прем'єра хорового твору французького композитора Жана Аві «Єва, благословенна будь!»  Цей твір був написаний для фестивалю BalzacFest, організованого франко-українською асоціацією Бальзак-Ганська.
1 червня 2020 р. Жан Аві взяв участь в міжнародному он-лайн семінарі «Початкова мистецька освіта сьогодення: світовий досвід» з доповіддю на тему: «Роль афективності в мистецтві та художній освіті».

## Останні виставки
| Дати виставки         | Назва виставки                                                                                   | Місце виставки                                   |
| --------------------- | ------------------------------------------------------------------------------------------------ | ------------------------------------------------ |
| 01/09/2016-05/09/2016 | «Сучасне мистецтво в обміні Франції і Китаю» За сприяння «Fondation Prospective et Innovation»   | Футуроскоп, м.Пуатьє, Франція                    |
| 20/04/2015-30/04/2015 | « З Україною в серці» За сприяння Президентського фонду Леоніда Кучми «Україна»                  | Національний музей Тараса Шевченка, Киïв         |
| 29/04/2014-09/05/2014 | «На перехресті музики та живопису»                                                               | Український культурно-інформаційний центр, Париж |
| 22/05/2012-06/06/2012 | «Послухайте Живопис»                                                                             | „Espase Desfriche“ Оліве (45), Франція           |
| 28/01/2012-27/03/2012 | «Вічний Київ» З нагоди 20-ї річниці встановлення дипломатичних відносин між Україною та Францією | Український культурно-інформаційний центр, Париж |
| 18/03/2011-27/03/2011 | 10-я зустріч художників „Au Bout du Monde“ - Почесний гість                                      | „Au Bout du Monde“, Епон (78), Франція           |
| 24/01/2011-30/01/2011 | «Київ християнський»                                                                             | „Carré à la farine“, Версаль, Франція            |
| 14/01/2011-23/01/2011 | «Київ християнський» Екуменічний тиждень                                                         | Церква Нотр-Дам Версаль, Франція                 |

## Книги
- Живопис восковими фарбами (фр.La peinture à l'encaustique)[22], Колекція "Garance" Éditions Fleurus, 1992
- Акварель. Додаткові відомості (фр. Aquarelle. Notions complémentaires), Dessain et Tolra, 1992
- Жіноча оголена натура (фр. Nus féminins), Dessain et Tolra, 1993
- Олія. Жіноча оголена натура (фр. Huile. Nus féminins), Éditions Didier Carpentier, 1996
- Вугілля Сангіна. Жіноча оголена натура (фр. Fusain Sanguine. Nus féminins), Éditions Didier Carpentier, 1997, 2001
- Пастель. Жіноча оголена натура (фр. Pastel. Nus féminins), Éditions Didier Carpentier, 1998
- Венеція (фр. Venezia) — французькою, англійською, італійською та німецькою мовами, Éditions Didier Carpentier, 2009
- Еротичні пісні (фр. Sexy songs) — текст Алана Поццуолі, 30 ілюстрацій Жана Аві, Éditions Didier Carpentier, 2010